# Habitatge al carrer Bruc, 32 (l'Hospitalet de Llobregat)
L'habitatge al carrer Bruc número 32 de l'Hospitalet de Llobregat (Barcelonès) és un edifici noucentista protegit com a bé cultural d'interès local.

## Descripció
És una casa d'una sola planta datada el 1934, com s'indica a la façana. Està realitzada amb materials senzills, com el maó i l'estuc, la terracota i el laminat de ferro, però molt decorada.
Al centre de la façana s'obre la porta i a banda i banda una finestra. Les tres obertures són amb llindes i sobre la llinda hi ha un relleu decoratiu. Als extrems de la façana s'obren dos òculs amb un relleu vegetal a la part superior. A la part superior hi ha un fris, decorat amb esgrafiats, on es troben els respiradors. Coronant la façana hi ha un frontó poligonal al centre i dos murs a banda i banda decorats amb relleus vegetals. L'arrebossat del mur dibuixa rectangles amb rombes inscrits.